# Смит, Джедедайя
Джедедайя Стронг Смит (англ. Jedediah Strong Smith; 6 января 1799 — 27 мая 1831) — американский первопроходец, охотник, траппер, торговец и картограф.

## Ранняя жизнь
Джедедайя Смит родился в городке Иерихон, современный Бэйнбридж, штат Нью-Йорк, в 1799 году. В конце XVIII века его отец переселился из Нью-Гэмпшира в район реки Мохок. Приблизительно через 10 лет после рождения Джедедайи его семья переезжает в округ Эри, Пенсильвания.
В Пенсильвании он знакомится с доктором Титусом Саймонсом, который становится близким другом его семьи. Саймонс оказал большое влияние на юного Смита. Благодаря ему, Джедедайя Смит ознакомился с копией журнала экспедиции Льюиса и Кларка. Согласно легенде, Смит никогда не расставался с журналом во время своих странствий по Дикому Западу.
В 1817 году семья Смита переселяется на запад, в Огайо.

## Сотня Эшли
В возрасте 22-х лет Смит отправился в Иллинойс, где пытался найти работу. В 1822 году он поехал в Сент-Луис, где из газет узнал о том, что генерал Уильям Эшли набирает отряд из 100 молодых людей для путешествия вверх по реке Миссури и участия в меховой торговле в Скалистых горах. Смит откликнулся на призыв Эшли и вступил в отряд генерала, который стал известен как Сотня Эшли.
В верховьях Миссури Смит впервые участвовал в охоте на бизонов и ловле бобров. Недалеко от селения индейцев арикара отряд Эшли разделился. Часть группы, в том числе и Смит, отправилась к устью Йеллоустона, остальные остались у Большой излучины Миссури. Зиму 1822—1823 годов Смит провёл вблизи устья реки Масселшел.
Весной 1823 года Уильям Эшли приказал Смиту спуститься вниз по Миссури до устья Гранд-Ривер. В июне того же года между американскими мехоторговцами и индейцами арикара произошёл вооружённый конфликт. Арикара были недовольны тем, что белые торговцы продают огнестрельное оружие их врагам сиу. Они атаковали лодки трапперов из отряда Эшли и убили около 15 человек. Конфликт перерос в войну арикара. Во время конфликта Смит проявил себя как храбрый и отважный воин, и генерал Эшли назначил его капитаном трапперов.

## Саут-Пасс

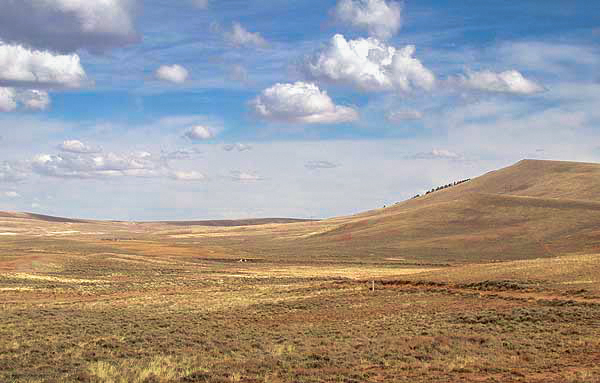
Саут-Пасс

После окончания войны с арикара группа трапперов, руководимая Смитом, отправилась на поиски пушных зверей в Скалистые горы, к югу от реки Йеллоустон. Остаток зимы 1823 года они провели в долине реки Уинд. В 1824 году местные индейцы кроу показали Смиту ущелье, через которое можно было попасть на богатую бобрами территорию. Это ущелье позднее станет известно как Саут-Пасс, Южный проход или Южный перевал. Трапперы Смита не были первыми белыми людьми, которые пересекли Саут-Пасс, в 1812 году по нему прошли торговцы Тихоокеанской меховой компании, возглавляемые Робертом Стюартом. Повторное открытие Южного перевала сыграло важную роль в дальнейшем освоении Запада США.
После прохода через Саут-Пасс Смит и его люди вышли к Грин-Риверу. Вскоре они лишились всех своих лошадей — их увели шошоны. Трапперы ловили бобров до поздней весны, а затем спрятав меха и всё, что не смогли увезти, отправились к реке Суитуотер. Встретив шошонов, люди Смита вынудили их вернуть украденных лошадей. Вернувшись верхом к своему тайнику, трапперы забрали свои меха и отправились обратно к Суитуотеру. Разбившись на небольшие группы, они двинулись в разных направлениях.
В ходе своих странствий Джедедайя Смит и его люди добыли очень много бобров на притоках рек Грин-Ривер и Снейк.

## Нападение гризли

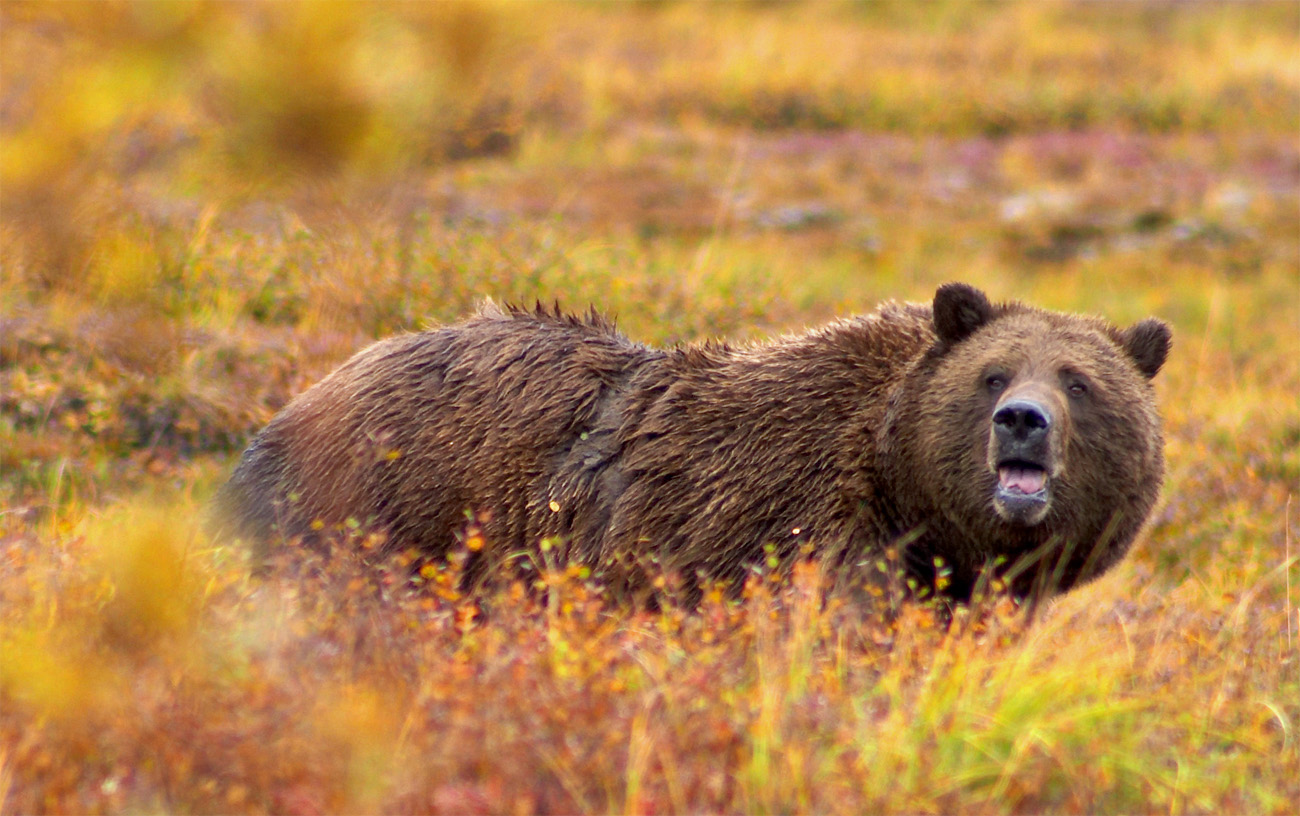
Гризли

В 1824 году Смит отправился на поиски кроу, чтобы приобрести у них лошадей и узнать дорогу на Запад. В районе реки Шайенн на него напал огромный медведь. Гризли повалил траппера на землю, поломал ему рёбра и распорол огромными когтями бок. Товарищи Смита стали свидетелями его борьбы с медведем. Через некоторое время гризли отступил и трапперы подбежали к Смиту. Он был почти скальпирован, его ухо было наполовину оторвано. Смит убедил Джима Клаймена, его друга, пришить сорванную с головы кожу. Остальные охотники перевязали ему сломанные рёбра и обработали раны.
После того, как он поправился, Смит всегда носил длинные волосы, чтобы прикрыть большой шрам на лице. Впоследствии, из-за этого шрама, его часто узнавали.

## Исследование Калифорнии

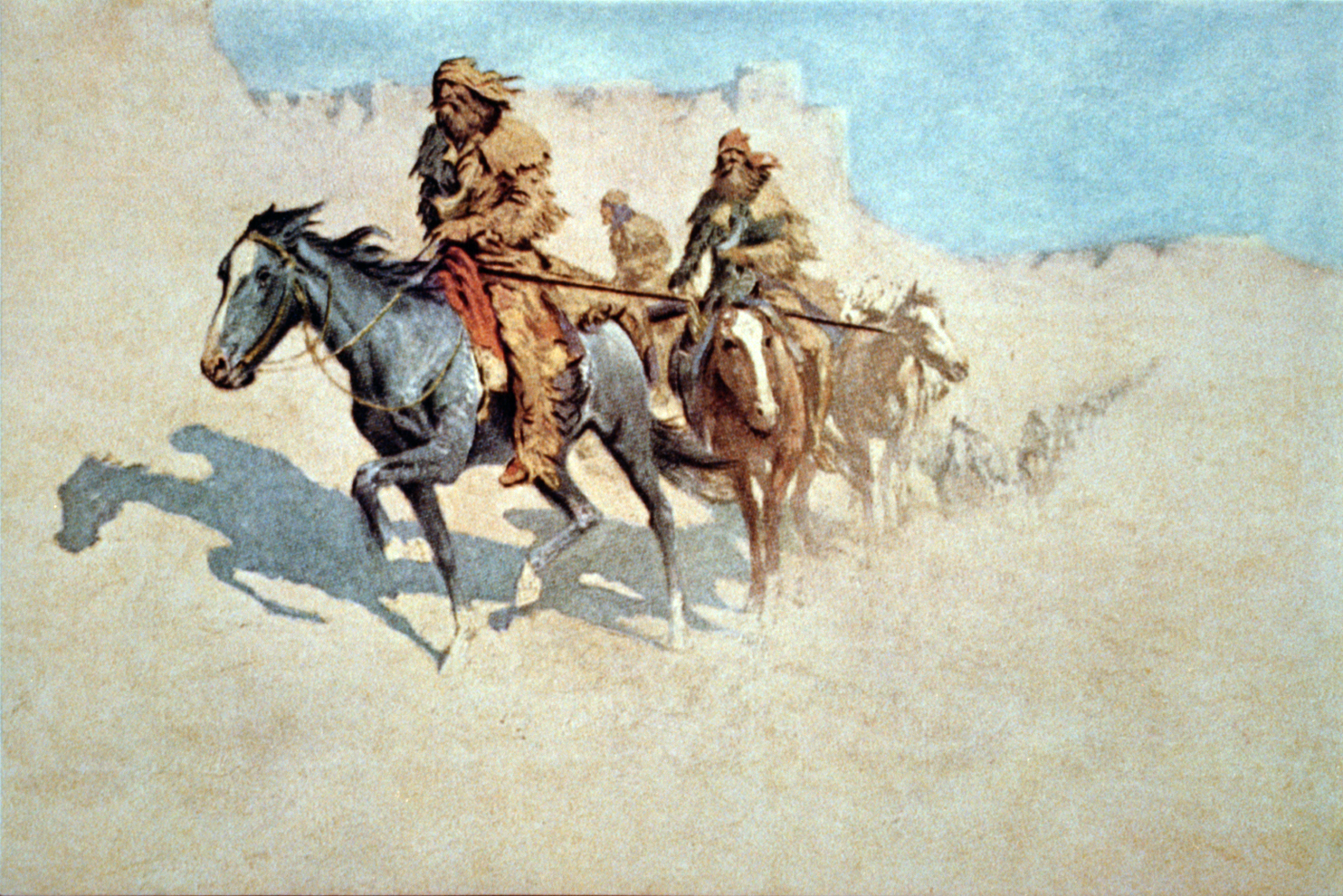
Группа Смита пересекает пустыню Мохаве в 1826 году, художник Фредерик Ремингтон

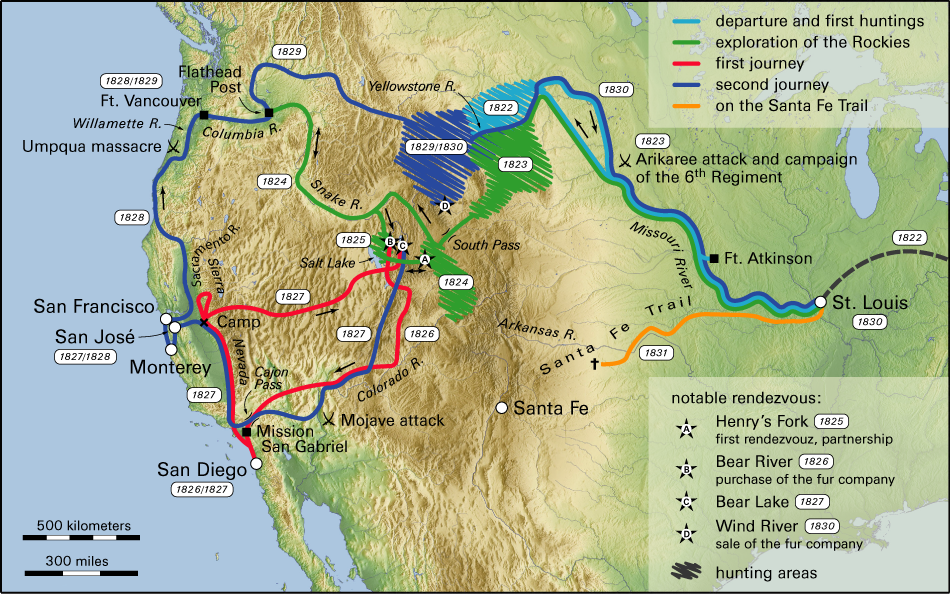
Исследование Запада Джедедайей Смитом

### Первое путешествие
В 1826 году Уильям Эшли продал свою долю в компании Смиту, Дэвиду Джексону и Уильяму Саблетту. Маунтинмены решили искать новые места для добычи бобров. В том же году Смит организовал первую экспедицию на юг, Джексон и Саблетт отправились в других направлениях.
Сначала Смит исследовал долину реки Колорадо, а затем направился в Калифорнию. Преодолев трудный переход через горы, путешественники оказались в пустыне Мохаве, где были атакованы местными индейцами. В этой стычке группа Смита потеряла несколько человек убитыми. Найдя убежище у дружественных индейцев, трапперы познакомились с двумя тонгва, которые предложили проводить их до миссии Сан-Габриэль. Индейцы провели людей Смита по безопасному пути, обойдя Долину Смерти. 27 ноября 1826 года американцы прибыли в миссию.
Руководитель миссии, Хосе Бернардо Санчес, хорошо отнёсся к трапперам и посоветовал встретиться им с губернатором Калифорнии. В ходе встречи с губернатором, Смит объяснил, что они оказались в Калифорнии в поисках пищи и крова и никаких политических целей не преследуют. Хосе Мария Эчендия, губернатор Калифорнии, арестовал Смита на некоторое время, но затем отпустил, взяв с него обещание, что его люди больше никогда не вернутся в Калифорнию. После освобождения Смита, американцы отправились в долину Сан-Хоакин.
Накопив большое количество пушнины, трапперы решили возвращаться назад. Джедедайя Смит несколько раз пытался обнаружить перевал через Сьерра-Неваду, затем взяв лишь двух человек и несколько лошадей он решил пересечь горный хребет в районе Эббетс-Пасс и добраться как можно быстрее до места рандеву. После пересечения гор он продолжил путь через Большой Бассейн. Достигнув Большого Солёного озера, трапперы узнали у местных индейцев, где проводится рандеву и отправились к месту его проведения. Трое путешественников прибыли на рандеву к Бэр-Лейк 3 июля 1827 года. Маунтинмены отметили приезд группы Смита выстрелом из пушки, которая стала первым колёсным транспортом в истории Дикого Запада, прошедшим через Саут-Пасс.

### Второе путешествие
Несмотря на предупреждение губернатора Калифорнии, Смит вернулся туда с 18 мужчинами и 2 женщинами в следующем году. В районе реки Колорадо американцы подверглись нападению индейцев мохаве. В этом бою трапперы потеряли убитыми 12 человек. Оставшиеся в живых благополучно достигли миссии Сан-Габриэль. Пробыв некоторое время в миссии, группа Смита отправилась в долину Сан-Хоакин, чтобы встретиться с трапперами, которые ждали возвращения своего лидера.
Узнав о том, что американцы снова оказались в Калифорнии, Хосе Мария Эчендия приказал их арестовать. Несмотря на то, что Смит нарушил данное ему слово, Эчендия снова отпустил американцев. После освобождения трапперы отправились в долину Сакраменто, где добывали пушнину несколько месяцев, а затем продолжили путь на север, вдоль тихоокеанского побережья. Добравшись до реки Колумбия, они возвратились домой.
Джедедайя Смит был первым исследователем и путешественником, кто достиг Орегонской земли, проделав путь по побережью Калифорнии.

## Смерть
В 1831 году Смит начал руководить поставками товаров на запад, эта деятельность получила известность как торговля в прерии. В мае того же года он возглавлял вереницу фургонов Меховой компании Скалистых гор, которая двигалась по Тропе Санта-Фе. Во время пути он покинул караван и отправился на поиски пресной воды. Больше его никто из товарищей и компаньонов не видел.
Некоторое время спустя, члены его торговой партии обнаружили на рынке в Санта-Фе личные вещи Смита. На их вопросы торговец ответил, что приобрёл их у команчей. Морган Дэйл Лоуэлл, биограф легендарного маунтинмена, предполагает, что когда Смит отправился на поиски воды, его окружила группа команчей из 15—20 воинов. В последующей схватке он был убит. Точные обстоятельства гибели Джедедайи Смита неизвестны.

## Образ в культуре
В мини-сериале «На Запад» (2005) Джедедайю Смита сыграл Джош Бролин.
В фильме «Выживший» главный герой сталкивается со схожими испытаниями.
В фильме «Ночь в музее» Джедидайю сыграл Оуэн Уилсон.